# 27004 Violetaparra
27004 Violetaparra este o planetă minoră (asteroid), cu un diametru de 6,746 km, din centura de asteroizi. A fost descoperită pe 27 februarie 1998 la Caussols de OCA-DLR Asteroid Survey⁠(d) și a fost numită după Violeta Parra⁠(d). 
Obiectul prezintă o orbită caracterizată de o semiaxă mare de 3,0188364 UAi, o excentricitate de 0,08, o înclinație de 9,32372 ° în raport cu ecliptica.